# Петриковский, Борис Маркович
Борис Ма́ркович Петрико́вский (род. 10 июня 1952, Москва) — советский и американский врач акушер-гинеколог, профессор, автор значительного количества книг, статей и изобретений.

## Биография
- Родился 10 июня 1952 года в Москве в семье врачей.
- В 1975 году окончил с отличием лечебный факультет 3-го Московского медицинского государственного института
- С 1975 по 1977 год- ординатура по акушерству и гинекологии 2-го в Московского медицинского государственного института на кафедре академика РАМН Г.М.Савельевой.
- В 1977 году успешно защитил кандидатскую диссертацию по теме «Сердечная деятельность плодов и новорожденных при нефропатии и перенашивании беременности», научный руководитель академик РАМН Г.М.Савельева.
- С 1978 по 1979 год- ассистент кафедры акушерства и гинекологии 2-го Московского медицинского государственного института.
- С 1982 по 1986 год- резидентура по акушерству и гинекологии в Maimonides Medical Center, Нью-Йорк, США с получением степени M.D. (доктор медицины).
- С 1986 по 1988 год- программа специализации в области беременности повышенного риска и медицины плода в University of Connecticut School of Medicine.
- С 2018 года - действительный член российской Академии военных наук

## Научная деятельность
- В 1977 году в России впервые в мире применил метод эндоскопии плода в родах через трансцервикальный канал, что дало возможность оценить состоятельность рубца на матке после кесарева сечения и гинекологических операций (патент совместно с профессором Н.В.Стрижевой). Данный метод нашел успешное применение в современной акушерской практике.
- В 1994 году впервые в мире с группой детских гематологов осуществлено внутриутробное переливание тромбоцитарной массы плоду с тромбоцитопенией.
- В 2000 году впервые в мире предложена система скрининга рака матки путем исследования клеток менструальной крови.
- В 2003 году впервые в мире с группой детских кардиологов разработана модель внутриутробного водителя ритма плода при врожденных блокадах сердца.
- В 2004 году впервые в мире с группой исследователей Нью-Йоркского университета предложена новая модель мягких акушерских щипцов, что позволило существенно снизить травматизм плода.
- В 2007 году впервые в мире выделен белок из вартонова студня пуповины, который является стимулятором собственных стволовых клеток кожи, что позволило разработать препараты нового поколения для косметической промышленности.
- В 2014 году впервые в мире произвел первую биопсию пуповины в целях разработки новых источников стволовых клеток.
- Заместитель главного редактора «АГ-Инфо (Журнал Российской ассоциации акушеров-гинекологов)», Россия.
- Член редакционного совета журнала Neonatal Intensive Care, США
- Входил в состав редакционных советов и был рецензентом многих научных изданий: American Journal of Obstetrics and Gynecology, Ultrasound Diagnosis in Obstetrics, Gynecology and Pediatrics, Obstetrics and Gynecology Journal of Clinical Ultrasound, Ultrasound in Obstetrics and Gynecology, Journal of Maternal Fetal Medicine, Journal of Perinatology, Journal of Maternal-Fetal & Neonatal Medicine  и других.

## Изобретения
- Патент на метод эндоскопии плода в родах через трансцервикальный канал.
- Патент на модель внутриутробного водителя ритма плода при врожденных блокадах сердца.
- Патент на систему скрининга предраковых и раковых заболеваний матки с помощью исследования клеток менструальной крови.
- Патент на способ выделения белков вартонова студня.

## Карьера
- Директор службы акушерства в North Shore University Hospital, Нью-Йорк с 1992 по 1999 год.
- Заведующий кафедры акушерства-гинекологии в Nassau University Medical Center, Long Island, NY с 1999 года.
- Профессор Акушерства и Гинекологии Медицинской Школы Нью-Йоркского Университета c 2006 года.
- Директор службы акушерства и фетальной медицины в New York Presbyterian Lower Manhattan Hospital с 2006 года.
- В настоящее время практикует в Mount Sinai Hospital (New York).

## Награды
- Награда Бруклинского гинекологического общества (The Recognition Award of the Brooklyn Gynecologic Society) в 1984 году.
- Награда Американской ассоциации лапароскопистов (Society Award of American Association of Gynecological Laparoscopists) в 1984 году.
- Премия имени Маймонида за успехи в науке (Maimonides Research Prize Paper) в 1986 году.
- Награда и почетная грамота Бостонской ассоциации акушеров (Award of Obstetrical Society of Boston for Research Paper) в 1988 году.
- Именная премия имени доктора Говарда Левина (Howard Levine MD Science Award) в 1988 году.
- Специальная премия за выдающиеся успехи в перинатологии (Editor of Digest Series Award for Outstanding Paper in Perinatology) в 1989 году.
- Премия от компаний Бристоль-Майерс Сквибб  и Мид Джонсон за достижения в медицинской науке (Bristol-Myers Squibb/Mead Johnson Traveling Fellowship) в 1992 году.
- Кембриджским университетом, Великобритания, включен в список выдающихся ученых с изданием биографии (Biographical Honor Award, Cambridge, UK) в 1992 году.
- Премия компании Ролекс за новизну в науке (Rolex Award – Spirit of Enterprise) в 1993 году.
- Награда Итальянской ассоциации перинатальной медицины (Award of Italian Society of Perinatal Medicine) в 1993 году.
- Награда Нью-Йоркской ассоциации перинаталогии за новизну в науке (New York Perinatal Society Research Award) в 2005 году.
- Награда Американского совета по обучению резидентов по акушерству и гинекологии за выдающиеся достижения (CREOG Award for Excellence in Teaching) в 2007 году.

## Видео интервью
В апреле 2017 года Борис Маркович Петриковский дал серию интервью для портала о родах в США без посредников www.deliveryinusa.com 

### Список выступлений профессора Петриковского
Бьюти роды в США с профессором Петриковским Архивная копия от 7 марта 2021 на Wayback Machine
Лазерный лифтинг в гинекологии Архивная копия от 7 марта 2021 на Wayback Machine
Генетический тест 21 Архивная копия от 7 марта 2021 на Wayback Machine
Вагинальные роды после кесарева (VBAC) Архивная копия от 7 марта 2021 на Wayback Machine
Швы после кесарева сечения Архивная копия от 7 марта 2021 на Wayback Machine 
Аутизм у детей: причины и предотвращение Архивная копия от 7 марта 2021 на Wayback Machine
Маловодие при беременности Архивная копия от 7 марта 2021 на Wayback Machine
Рубцы после кесарева сечения Архивная копия от 3 июня 2017 на Wayback Machine
Беременность и мобильный телефон Архивная копия от 7 марта 2021 на Wayback Machine
Кровотечение на поздних сроках беременности Архивная копия от 7 марта 2021 на Wayback Machine
Кровотечение на ранних сроках беременности Архивная копия от 7 марта 2021 на Wayback Machine
Двойни и многоплодные беременности Архивная копия от 7 марта 2021 на Wayback Machine
Госпитали в Майами Архивная копия от 7 марта 2021 на Wayback Machine
NICU и госпитали в Майами Архивная копия от 7 марта 2021 на Wayback Machine
Диагностика гинекологических опухолей Архивная копия от 7 марта 2021 на Wayback Machine
Генетические анализы в первом триместре Архивная копия от 7 марта 2021 на Wayback Machine
Ошибочная теория о необходимости кесарева при преждевременных родах – поясняет Б.М. Петриковский Архивная копия от 7 марта 2021 на Wayback Machine
Предлежание плода Архивная копия от 7 марта 2021 на Wayback Machine
Кесарево и гинекологические операции Архивная копия от 7 марта 2021 на Wayback Machine
Вакуум и акушерские щипцы при родах Архивная копия от 7 марта 2021 на Wayback Machine
Причины большого количества кесаревых сечений в западных странах Архивная копия от 7 марта 2021 на Wayback Machine
Кесарево и пластические операции Архивная копия от 7 марта 2021 на Wayback Machine
Изобретения в акушерстве и гинекологии Архивная копия от 7 марта 2021 на Wayback Machine
Плей лист в Youtube с интервью Бориса Петриковкого Архивная копия от 25 ноября 2021 на Wayback Machine

## Книги и главы в книгах
- Petrikovsky B.M. Fetal Disorders Diagnosis and Management. New York: J.Wiley and Sons, Inc., translated into Polish by DW Publishing Co, Warsaw.
- Petrikovsky B.M. Intrapartum fetal monitoring. In: Clinical Perinatology. University Press, Moscow 1978; p 12-28.
- Petrikovsky B.M. Acute fetal distress. In: Obstetrical and Gynecologic Emergencies. University Press, Moscow 1979; p 14-26.
- Petrikovsky B.M. Ultrasound in diagnosis of benign ovarian tumors. In: Trends in Gynecologic Surgery. University Press Moscow 1980; P 11-13.
- Petrikovsky B.M. Postdatism and post maturity. In: High Risk Obstetrics. University Press Moscow 1980; p 16-19.
- Russian Translation of 1979 Year Book of Obstetrics and Gynecology. R.Pitkin, Ed., Year Book Medical Publishers, Inc., Chicago-London. Moscow 1981.
- Santos A, Petrikovsky B.M, Kaplan GP. Neurologic and Muscular Diseases. In: Anesthetic and Obstetric Management of High-Risk Pregnancy. S. Datta, Ed. Mosby Year Book. St. Louis - Toronto 1991; p 135-69.
- Petrikovsky B.M. Endoscopic fetal diagnosis. In: Spirit of Enterprise. D.W.Reed, Ed, Buri Druck AG, Bern. 1993; p 157.
- Dissertation Petrikovsky B.M. Fetal cardiovascular response to a stress of pregnancy (postmaturity and preeclampsia) (Dissertation) Institute of Reproductive Sciences 1978; p166.
- Petrikovsky B.M, Ostrovsky MG. Intrauterine growth restriction In: Anomalies of Fetal Growth. MV Medvedev, EV Yudin (Ed) RAUOB, Moscow.1998; p 197-201.
- Petrikovsky B.M. Jacob J, Aiken L. What your unborn baby wants you to know. A complete guide to a healthy pregnancy.  Penguin Putnam, 2001.

## Статьи
Б.М. Петриковский написал более 150 научных статей. Наиболее значимые из них представлены ниже.
По медицине плода:
- Petrikovsky B.M. Diagnosis of fetal distress in the first and second stages of labor. J Fet Mat Care 1977; 10:68-72.
- Petrikovsky B.M, Barmin AA, Darkoff LB. Fetal intensive care. J Sov Med 1980; 8:14-17.
- Petrikovsky B.M and Vintzileos AM. Fetal heart rate monitoring during  obstetrical operations. Obstet Gynecol Survey 1988; 43:721-24.
- Petrikovsky B.M, Walzak MP, D'Addario PF. Fetal cloacal anomalies: Prenatal sonographic findings, differential diagnosis and review of the literature. Obstet Gynecol 1988; 72:464-67.
- Petrikovsky B.M, Vintzileos AM, Cassidy SB, Egan JFXL. Tuberous sclerosis in pregnancy. Am ] Perinat 1990; 7:133-5.
- Petrikovsky B.M and Baker DA. A new proposal for a fetal biophysical scoring system. Am J Gynecol Health 1991; 2:15-7.
- Weinblatt M, Petrikovsky B.M, Bialer M, Kochen J, Harper R. Prenatal evaluation and in utero platelet transfusion for thrombocytopenia absent radii syndrome. Prenat Diagn 1994; 14:892-6.
- Petrikovsky B.M, Cohen HL, Cuomo M, Lesser M, Wyse LJ. Congenital fetal hydronephrosis: beware the effect of bladder filling. Prenat Diag 1995; 15:827-9.
- Petrikovsky B.M, Schneider E, Ovadia M. Natural history of hydrops resolution in fetuses with tachyarrhythmias diagnosed and treated in-utero. Fetal Diagn Ther 1996; 11:292-295.
- Petrikovsky B.M, Silverstein M, Schneider EP. Neonatal shivering and hypothermia after intrapartum amnioinfusion Lancet 1997;350:1366-7.
- Petrikovsky B.M, Pavlakis SG. In utero testing of leg withdrawal: Prediction of ambulation in cases of meningomyelocele. Neonat Int Care 2001,14:13-7.
- Roshan DF, Petrikovsky B.M, Sichinava L, Rudick BJ, Rebarber A, Bender SD, Soft forceps Int J Obstet Gynecol 2004; XX, 29-33.

По эндоскопии плода:
- Petrikovsky B.M. Uteroscopy during labor. Acta Obstet Gynecol Scand 1984; 63:269-270.
- Petrikovsky B.M and Transcervical Fetoscopy Registry. Twelve years of experience with third-trimester transervical fetoscopy. Fetal Diagn Ther 8 1993; (Suppl 2), 50.
- Petrikovsky B.M. Endoscopic assessment of the integrity of the uterine wall prior to trial of labor. J Reprod Med 1994; 39:464-6.
- Petrikovsky B.M, Lysikiewicz A, Markin LB, Slomko Z. In-utero surfactant administration to preterm human fetuses using endoscopy. Fetal Diagn Ther 1995; 10: 127-30.
- Petrikovsky B.M. Rupture of the scarred uterus: prediction and diagnosis. Lancet 1996; 347:839-9.

По хирургической гинекологии:
- Petrikovsky B.M, Pillari V, Khulpateea N, Cohen M. Complications of laparoscopy after previous abdominal surgery in  gynecological practice. Arch Gynecol 1985; 23-245-48.
- Petrikovsky B.M, Pingle P, Savyon L. Does viewing of surgical specimen improve patient satisfaction? A cohort study. Int J. Surgery 2008; 6: 136-139.
- Petrikovsky B.M. Surgery through natural orifices: abdominal surgeries by transvaginal approach. J Innovational Med (AG info) 2014; 4:1-7.

По стволовым клеткам:
- Petrikovsky B.M, Stem cells as a target for mesotherapy. Infect Methods in Cosmetol. 2010; 3:88-91.
- Petrikovsky B.M, Zharov EV, Medvedeva PI, Smolyaninov AB. Can a biopsy of the umbilical cord become an alternate source of stem cells. J Innovational Med (AG info) 2014; 3: 3-6.